# Créon
Créon település Franciaországban, Gironde megyében. Lakosainak száma 4863 fő (2022. január 1.). Créon Cursan, Haux, Sadirac, Saint-Genès-de-Lombaud és La Sauve községekkel határos.

## Népesség
A település népességének változása:
| Lakosok száma | 1560 | 2205 | 2508 | 3831 | 4415 | 4579 | 4697 | 4832 | 4899 | 4863 |
|               | 1968 | 1982 | 1990 | 2006 | 2013 | 2015 | 2017 | 2019 | 2020 | 2022 |